# Université Oakwood
L’université Oakwood (en anglais : Oakwood University) est une université adventiste du septième jour, située à Huntsville en Alabama. C'est l'une des 105 universités américaines classées historiques en ce qui concerne l'instruction des Africains-Américains.  

## Campus

### Histoire
L'institution est née de la suggestion d'Ellen White d'établir une école pour l'instruction des noirs du Sud des États-Unis. À l'époque en effet, il leur était difficile d'être acceptés dans un établissement scolaire. Ole Olsen et George Irwin, deux dirigeants de l'Église adventiste, procédèrent à l'acquisition d'une ancienne plantation à Huntsville en Alabama. Une vieille case d'esclave s'y trouvait encore. Apparemment, il y avait des chênes sur le site, aussi ils appelèrent l'école « Oakwood » (la forêt de chênes).      
Oakwood Industrial School démarra en 1896. En 1917, il prit le nom d'Oakwood Junior College, puis en 1943 celui d'Oakwood College. Depuis janvier 2008, l'institution est appelée l'université Oakwood. 

### Organisation
L'université Oakwood est à huit kilomètres du centre-ville d'Hunsville, une ville cosmopolite du nord de l'État d'Alabama, dans le comté de Madison et la vallée du Tennessee, bordée par les collines des Appalaches. Le site s'étend sur 5 km2. Environ la moitié est utilisée pour l'agriculture.
Oakwood décerne des baccalaureate degrees (licences) en comptabilité, chimie, communication, anglais, histoire, mathématiques, informatique, musique, droit, psychologie, théologie, biochimie, biologie, développement humain, études familiales, sciences naturelles, infirmerie, éducation religieuse et assistance sociale. L'institution décerne un master
en études pastorales.
Oakwood possède une filiale de recherche du Ellen G. White Estate et une station de radio, WJOU Praise 90.1 FM.

### Renommée et influence
Oakwood est réputée pour son héritage musical et la qualité de ses chanteurs. Les Aeolians furent fondés en 1945 par Dr Eva B. Dykes. Cette chorale de 45 à 60 choristes effectue des voyages à travers le monde comme ambassadrice de l'université. Elle a chanté à la Maison-Blanche devant le président Bill Clinton, et au Kennedy Center à Washington. D'autres groupes musicaux de l'université incluent Dynamic Praise,Uneversity Choir, Voices of Triumph et Conquerors in Christ.
Plusieurs alumni d'Oakwood ont acquis une réputation mondiale dans le monde musical, tels que Wintley Phipps, les groupes Take 6 et Virtue. D'autres alumni sont réputés pour leur talent oratoire dans la prédication comme Earl Cleveland, Charles Bradford, Charles Brooks, Henry Wright, Walter Pearson, Leslie Pollard ou Barry Black. À leur mémoire, l'université a inauguré en 2007 le Brooks-Cleveland-Bradford Leadership Center (ou BCB Leadership Center) pour la faculté de théologie.     